# Valter Costa
Pour l’article ayant un titre homophone, voir Walter Costa.
Pour les articles homonymes, voir Costa.
Valter Costa, de son nom complet Valter Manuel Pereira da Costa, est un footballeur et entraîneur portugais né le 25 novembre 1949 à Barreiro. Il évoluait au poste de milieu de terrain.

## Biographie

### En club
Valter Costa commence sa carrière senior dans son club formateur le FC Barreirense, il découvre la première division portugaise lors de la saison 1969-1970,,.
Il est transféré en 1974 au Sporting Portugal qu'il représente durant trois saisons,,.
De 1977 à 1980, Valter Costa joue au CS Marítimo,,.
Il évolue sous les couleurs du Portimonense SC de 1980 à 1982,,.
Lors de la saison 1982-1983, il est joueur de l'Amora FC,,.
Costa est joueur de l'Estrela da Amadora lors de la saison 1983-1984,,.
De 1984 à 1987, il évolue au FC Barreirense,,.
Valter Costa raccroche les crampons après trois dernières saisons avec l'Estrela de Vendas Novas (en),,.
Il dispute un total de 315 matchs pour 20 buts marqués en première division portugaise,. Au sein des compétitions européennes, il dispute 5 matchs en Coupe des villes de foires/Coupe UEFA pour aucun but marqué.

### En équipe nationale
International portugais, il reçoit une unique sélection en équipe du Portugal en 1974. Le 3 avril, il joue un match amical contre l'Angleterre (match nul 0-0 à Lisbonne).

### Entraîneur
Après sa carrière de joueur, il poursuit une carrière d'entraîneur au Portugal.